# Beuren (Hergatz)
Beuren (westallgäuerisch: ts Birə dund) ist ein Gemeindeteil der Gemeinde Hergatz im bayerisch-schwäbischen Landkreis Lindau (Bodensee).

## Geographie
Der Weiler liegt circa vier Kilometer nordöstlich des Hauptorts Hergatz und er zählt zur Region Westallgäu. Südlich von Beuren befindet sich Maria-Thann, nördlich Staudach. Durch den Ort verläuft die Bundesstraße 12.

## Ortsname
Der Ortsname stammte vom mittelhochdeutschen Wort bür für Haus ab und bedeutet zu den Häusern.

## Geschichte
Beuren wurde erstmals urkundlich im Jahr 1405 erwähnt, als der Hof zu Búren von Herman von Selliger verkauft wird. 1752 war die Vereinödung von Beuren abgeschlossen. Im Jahr 1818 wurde ein Wohngebäude im Ort gezählt. Beuren gehörte einst zur Reichsstadt Wangen.